# ري تشاو
ري تشاو (بالإنجليزية: Rey Chow)‏ هي ناقدة سينمائية وصحفية أمريكية، ولدت في 1957 في هونغ كونغ في الصين.